# Igaraçu do Tietê
Igaraçu do Tietê là một đô thị ở bang São Paulo của Brasil. Đô thị này nằm ở vĩ độ 22º30'33" độ vĩ nam và kinh độ 48º33'28" độ vĩ tây, trên khu vực có độ cao 498 m. Dân số năm 2004 ước tính là 23.509 người. 

## Địa lý
Đô thị này có diện tích 96,6 km².

## Thông tin nhân khẩu
Dữ liệu dân số theo điều tra dân số năm 2000
Tổng dân số: 22.614
- Dân số thành thị: 22.389
- Dân số nông thôn: 225
- Nam giới: 11.374
- Nữ giới: 11.240

Mật độ dân số (người/km²): 234,10
Tỷ lệ tử vong trẻ sơ sinh dưới 1 tuổi (trên một triệu người): 15,51
Tuổi thọ bình quân (tuổi): 71,41
Tỷ lệ sinh (số trẻ trên mỗi bà mẹ): 2,65
Tỷ lệ biết đọc biết viết: 87,40%
Chỉ số phát triển con người (HDI-M): 0,770
- Chỉ số phát triển con người - Thu nhập: 0,695
- Chỉ số phát triển con người - Tuổi thọ: 0,773
- Chỉ số phát triển con người - Giáo dục: 0,843

(Nguồn: IPEADATA)

## Sông ngòi
- Sông Tietê

## Các xa lộ
- SP-255
- SP-251